# Richard McKenna
 (juillet 2016).
Si vous disposez d'ouvrages ou d'articles de référence ou si vous connaissez des sites web de qualité traitant du thème abordé ici, merci de compléter l'article en donnant les références utiles à sa vérifiabilité et en les liant à la section « Notes et références ».
Œuvres principales
- The Sand Pebbles

Richard Milton McKenna, né le 9 mai 1913 à Mountain Home dans l'Idaho et mort le 1er novembre 1964, est un marin, un écrivain américain. 

## Biographie

### Jeunesse
Richard McKenna est né le 9 mai 1913 aux États-Unis dans l'état de l'Idaho, dans la ville de Mountain Home. 
En recherche de meilleurs offres d'emplois et d'une meilleure vie que dans cette région rurale des États-Unis touché par la Grande Dépression, McKenna rejoint l'US Army en 1931. Il y sert son pays pendant 22 ans dont 10 ans dans la marine. Il est mobilisé notamment pendant la Seconde Guerre mondiale et pendant la guerre de Corée et finit par devenir chef machiniste. Grâce à la loi GI Bill, qui permet aux soldats démobilisés de financer des études supérieures, McKenna est admis à l’université de Caroline du Nord à Chapel Hill où il étudie l'écriture d'invention. Il se marie alors avec une libraire du nom de Eva, qu'il a rencontré pendant ses études. 

### Carrière d'écrivain
Il commence à écrire et à publier des œuvres de science-fiction. « Il a énormément de talent », écrit un de ses collègues Ben Bova, dans le livre Note aux écrivains de science-fiction (Notes to a Science Fiction Writer). Son roman The Sand Pebbles a été adapté pour le cinéma par le scénariste Robert Anderson sous le titre La Canonnière du Yang-Tse, un film sorti en 1966 et réalisé par Robert Wise. Après sa mort, sa nouvelle The Secret Place reçoit le prix Nebula de la meilleure nouvelle courte 1966.

## Œuvres

### Roman
- (en) The Sand Pebbles, 1962 (traduit en français par Guy Ponce de Léon)